# Everytime You Go Away

Everytime You Go Away est une chanson écrite par Daryl Hall et reprise par Paul Young en 1985.
Elle apparaît tout d'abord en 1980 sur l'album Voices de Hall & Oates sans pour autant sortir en single. Ils la réenregistrent pour leur album de concert Live at the Apollo en 1985.
La reprise de Paul Young, magnifiée par une fameuse ligne de basse fretless de Pino Palladino se classe première au Billboard Hot 100 le 27 juillet 1985. Elle se trouve également en tête du Hot Adult Contemporary Tracks pendant deux semaines. La chanson est classée 4e au Royaume-Uni d'où Paul Young est originaire, et remporte le prix de la meilleure vidéo aux Brit Awards en 1986. La même année, elle est nommée au Grammy Award de la chanson de l'année.

## Autres reprises
En 2006, la chanson est reprise sur la plage 10 de l'album « Givin' It Up » du duo George Benson et Al Jarreau.

## Apparitions au cinéma
La chanson peut être entendue dans le film Un ticket pour deux (1987) où elle est interprétée par Blue Room.
Elle est aussi entendue dans le film Trop belle ! (2010) interprétée par T.J. Miller.
La chanson originale accompagne le film Mon babysitter en 2010.